# Flotte du Pacifique (Russie)
Pour les articles homonymes, voir Flotte du Pacifique.
 (janvier 2010).
Si vous disposez d'ouvrages ou d'articles de référence ou si vous connaissez des sites web de qualité traitant du thème abordé ici, merci de compléter l'article en donnant les références utiles à sa vérifiabilité et en les liant à la section « Notes et références ».

Insigne de la Flotte du Pacifique russe.

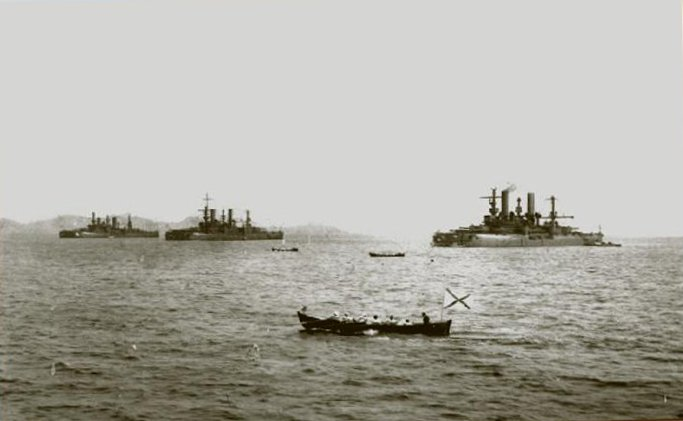
Les cuirassés Petropavlosk, Sebastopol et Poltava en 1904.

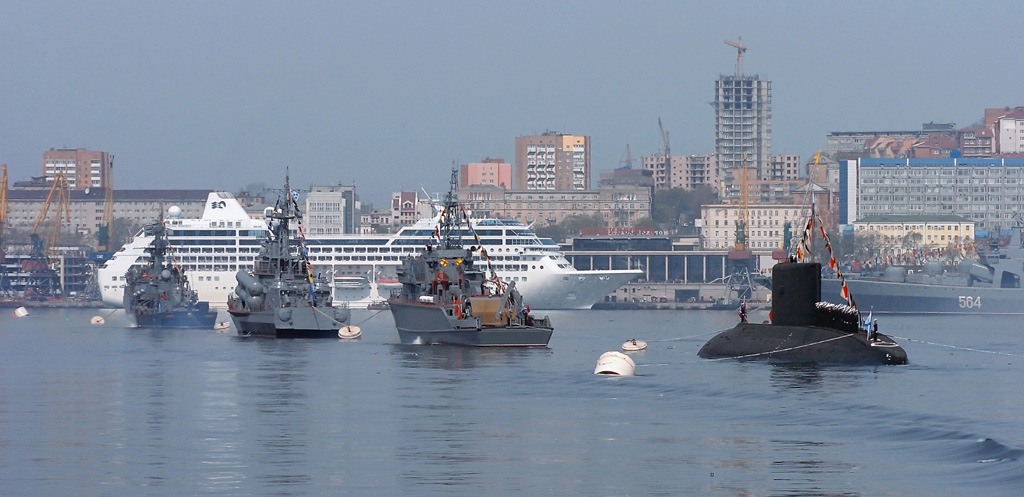
Revue navale célébrant le de la flotte du Pacifique, le 22 mai 2006.

La Flotte du Pacifique (en russe : Тихоокеанский флот, Tikhookeanski flot) est une flotte faisant partie de la Marine russe, et durant l’existence de l'URSS de la marine soviétique, stationnée dans l'océan Pacifique, aux frontières de l'Extrême-Orient russe.

## Historique

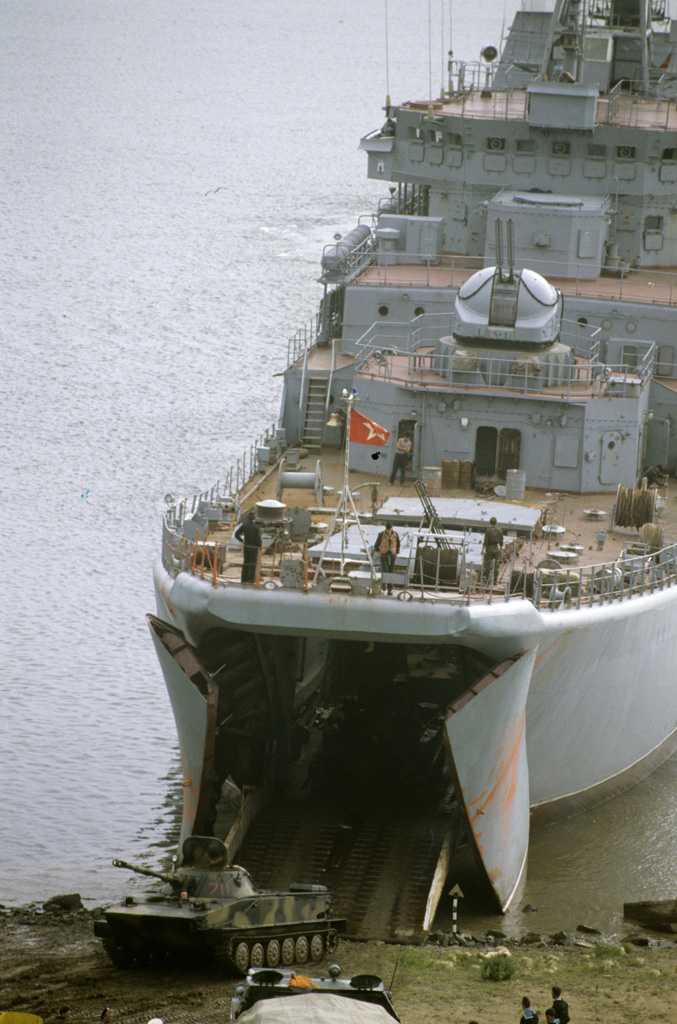
Un PT-76 débarquant d'un navire de la classe Ropucha de la flotte du Pacifique en 1992. Notons le drapeau de l’ère soviétique à la proue du bâtiment.

En 1731, l'empire russe crée la flottille militaire d'Okhotsk, première unité navale russe dans l'océan Pacifique.
Durant la guerre russo-japonaise, elle est détruite par la marine impériale japonaise à travers deux batailles : la Bataille de Port-Arthur le 8 février 1904 puis la Bataille navale de Tsushima, où l'escadre russe de la Baltique cherchant à atteindre Vladivostok fut détruite en quelques heures (27-28 mai 1905).
Durant la Seconde Guerre mondiale, il y a eu des transferts de moyens vers l'ouest à la suite de l'opération Barbarossa dont 3 destroyers, 5 sous-marins et 140 000 marins devenus fantassins et formant, entre autres, la 1re armée de choc.
En août 1945, lors de l'invasion soviétique de la Mandchourie, elle comprenait :
- 2 croiseurs : le Kalinin et le Kaganovich de la classe Kirov,
- 11 destroyers
- 2 torpilleurs,
- 19 patrouilleurs,
- 78 sous-marins,
- 10 mouilleurs de mines,
- 52 dragueurs de mines,
- 49 navires de lutte anti-sous-marine,
- 204 vedettes lance-torpilles,
- 1 459 avions.

## Flotte en 2022

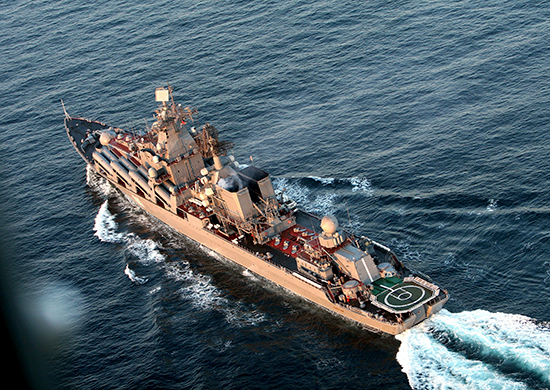
Le croiseur Varyag dans le golfe de Bengale en 2020.

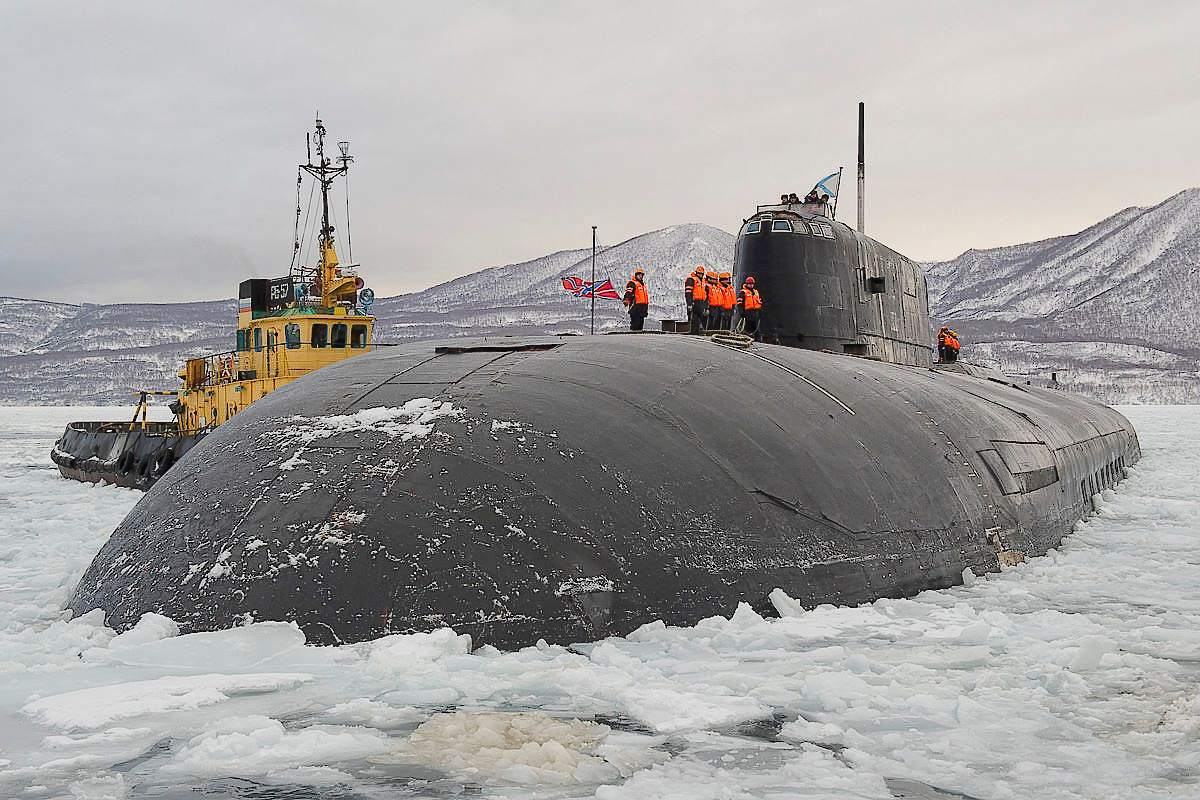
Le K-150 Tomsk à Base navale de Vilioutchinsk en 2015.

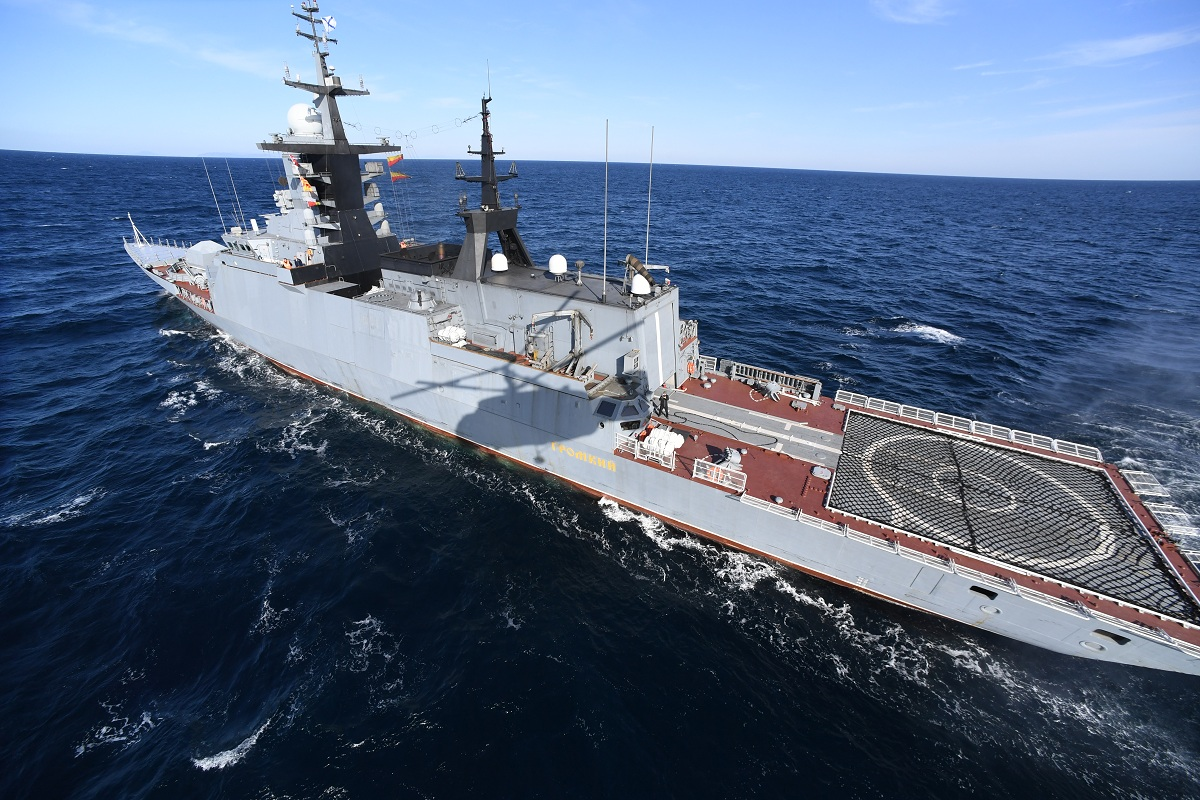
La corvette 335 «Громкий» en 2021.

| #   | Type      | Nom                                                      | Classe                | Année |
| --- | --------- | -------------------------------------------------------- | --------------------- | ----- |
| 011 | Croiseur  | Varyag                                                   | Classe Slava          | 1983  |
| 543 | Destroyer | Marechal Chapochnikov                                    | Classe Oudaloï        | 1985  |
| 564 | Destroyer | Amiral Tribouts                                          | Classe Oudaloï        | 1985  |
| 572 | Destroyer | Amiral Vinogradov                                        | Classe Oudaloï        | 1988  |
| 548 | Destroyer | Amiral Panteleïev                                        | Classe Oudaloï        | 1991  |
| 715 | Destroyer | Bystry (en)                                              | Classe Sovremenny     | 1989  |
| 333 | Corvette  | Sovershennyy (en)                                        | Classe Steregouchtchi | 2017  |
| 335 | Corvette  | Gromky (en)                                              | Classe Steregouchtchi | 2018  |
| 339 | Corvette  | Héros de la fédération de Russie Aldar Tsydenzhapov (en) | Classe Steregouchtchi | 2020  |
| 337 | Corvette  | Gremyashchiy (en)                                        | Classe Gremyashchiy   | 2020  |

| #     | Type | Nom                          | Classe              | Année |
| ----- | ---- | ---------------------------- | ------------------- | ----- |
| К-550 | SNLE | Alexandre Nevsky             | Boreï               | 2012  |
| К-551 | SNLE | Vladimir Monomakh            | Boreï               | 2014  |
| К-551 | SNLE | Knyaz Oleg                   | Boreï               | 2020  |
| К-496 | SNLE | Riazan                       | Delta III           | 1979  |
| K-223 | SNLE | Podolsk                      | Delta III           | 1980  |
| K-433 | SNLE | Saint-Georges le Victorieux  | Delta III           | 1981  |
| K-573 | SSGN | Novossibirsk                 | Iassen              | 2021  |
| K-150 | SSGN | Tomsk                        | Oscar II            | 1991  |
| K-456 | SSGN | Vilioutchinsk                | Oscar II            | 1991  |
| K-186 | SSGN | Omsk                         | Oscar II            | 1993  |
| K-331 | SNA  | Magadan (en)                 | Akula I             | 1990  |
| K-419 | SNA  | Kouzbass (en)                | Akula I             | 1992  |
| K-295 | SNA  | Samara (en)                  | Akula I             | 1995  |
| B-260 | SNA  | Chita                        | Kilo                | 1981  |
| B-394 | SNA  | Nourlat                      | Kilo                | 1988  |
| B-445 | SNA  | Saint-Nicolas le Merveilleux | Kilo                | 1988  |
| B-464 | SNA  | Ust-Kamtchatka               | Kilo                | 1990  |
| B-494 | SNA  | Ust-Bolcheretsk              | Kilo                | 1990  |
| B-187 | SNA  | Komsomolsk-sur-Amour         | Kilo                | 1991  |
| B-190 | SNA  | Krasnokamensk                | Kilo                | 1993  |
| B-345 | SNA  | Mogotcha                     | Kilo                | 1994  |
| B-274 | SNA  | Petropavlovsk-Kamtchatski    | Kilo (projet 636.3) | 2019  |
| B-603 | SNA  | Volkhov                      | Kilo (projet 636.3) | 2020  |
| B-602 | SNA  | Magadan                      | Kilo (projet 636.3) | 2021  |

## Bases de la flotte
La base principale de cette flotte est située à Vladivostok et un certain nombre d'autres bases de cette flotte se trouvent aux alentours de cette ville. Un autre important site est la base navale de Vilioutchinsk dans la péninsule du Kamtchatka qui est l'une des deux en 2014 où stationnent les sous-marins nucléaires lanceurs d'engins.
Durant l'ère soviétique, la Flotte du Pacifique était également responsable de l'administration et de la direction opérationnelle des unités russes dans l'océan Indien. L'escadre soviétique dans l'océan Indien (RIM) était basée dans des installations portuaires à Aden au Yémen.

## Commandants
- Vladimir Kouroïedov, 1996 à 1997
- Mikhaïl Georgiyevitch Zakharenko, 1997 à 2001
- Gennadiy Alexandrovich Souchkov,  juillet 2001
- Viktor Dmitrievitch Fedorov  2001 à 2007
- Konstantin Semionovitch Sidenko  2007 à 2010
- Sergueï Avakyants (août 2010 à avril 2023) [1]
- Viktor Liina (depuis avril 2023) [1]